# Cantó de Niça-2
El cantó de Niça-2 és un cantó francès del departament dels Alps Marítims, situat al districte de Niça. Compta amb part del municipi de Niça.

## Municipis
- Niça (barris de Medecin, Dubouchage i Carabacèu)

## Història
| Data d'elecció                           | Identitat          | Partit | Qualitat |
| ---------------------------------------- | ------------------ | ------ | -------- |
| 1964-1973                                | Joseph Robaut      | UDR    |          |
| 1974-1994                                | Gaston Robaut      | RPR    |          |
| 1994-                                    | Jean-Auguste Icart | UMP    |          |
| les dades anteriors no són pas conegudes |                    |        |          |
|                                          |                    |        |          |

| 1962 | 1968 | 1975 | 1982 | 1990 | 1999   | 2007   |
| ---- | ---- | ---- | ---- | ---- | ------ | ------ |
| -    | -    | -    | -    | -    | 19.774 | 20.485 |